# Agencja modelek
Agencja modelek – agencja modelingowa zajmująca się wyszukiwaniem i prowadzeniem kariery zawodowej modelek i modeli.
Agencje m.in. organizują castingi dla topowych agencji zagranicznych, zaś doświadczony zespół współpracujących fotografów, stylistów i projektantów mody dba o prawidłowy rozwój zawodowy każdej modelki i modela. Rozbudowane struktury scoutów – łowców nowych twarzy i agentów na całym świecie zapewniają agencjom modelek szczegółowe rozeznanie w bieżącej sytuacji na rynkach krajowych i zagranicznych. Renomowane agencje przywiązują dużą wagę do karier życiowych i zawodowych po zakończeniu przygody z modelingiem. Z usług agencji modelingowych najczęściej korzystają firmy odzieżowe, branża beauty oraz branża jubilerska. Wybierając modelkę do realizacji poszczególnych sesji, agencja modelingowa pomaga dopasować jej warunki fizyczne takie jak waga czy aparycja do wymagań klienta.